# Robert Dowds
Robert Dowds (* 11. Mai 1953 in Dublin) ist ein irischer Politiker der Irish Labour Party. Von 2011 bis 2016 war er Abgeordneter (Teachta Dála) im Dáil Éireann, dem irischen Unterhaus.

## Leben
Robert Dowds hatte am Trinity College Dublin studiert und arbeitete vor seinem Einstieg in die Politik als Lehrer. Er wurde 1999 in den South Dublin County Council gewählt und 2004 und 2009 wiedergewählt. 2004 war er Ratsvorsitzender des Councils.
Bei den Wahlen zum Dáil Éireann 2011 konnte Dowds im Wahlkreis Dublin Mid-West einen Sitz erringen. Zu den Wahlen 2016 trat er nicht mehr an. Sein Versuch 2019, erneut in den South Dublin County Council gewählt zu werden, scheiterte knapp.

## Privates
Robert Dowds ist mit Katherine verheiratet, mit der er zwei Kinder hat.